# Mezinárodní den archivů

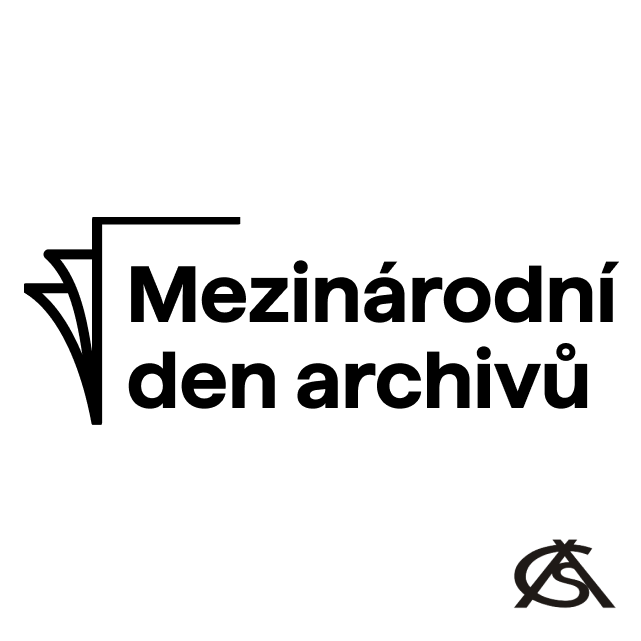
Logo Mezinárodního dne archivů pro české archivy

Mezinárodní den archivů (zkráceně MDA,[zdroj⁠?!] anglicky: International Archives Day) je svátek slavený 9. června, při jehož příležitosti archivy připravují společenské a kulturní akce pro veřejnost.

## Význam
Posláním tohoto dne je:
- zvyšovat povědomí široké veřejnosti o důležitosti archiválií a archivů, neboť archivy svým posláním zajišťují právní jistotu společnosti trvale uloženou v dokumentech;
- zvyšovat povědomí u výhodách spisové služby nebo jiné institucionalizované správy dokumentů, neboť řádná péče o dokumenty může přispívat ke kvalitnímu výkonu jakékoli organizace;
- zvyšovat povědomí veřejného i komerčního sektoru o potřebnosti trvalé ochrany archivů a o nezbytném zajištění jejich přístupnosti;
- zpřístupňovat široké veřejnosti výjimečné a historicky vzácné archiválie uchovávané v archivech;
- zlepšovat obraz archiválií a archivů v očích veřejnosti a dále archivy celosvětově zviditelňovat.

## Vznik
Návrh na ustanovení Mezinárodního dne archivů se poprvé objevil na mezinárodním archivním kongresu ve Vídni v roce 2004, kde účastníci kongresu schválili žádost adresovanou Organizaci spojených národů na prohlášení tohoto dne. V listopadu 2007 na výročním zasedání Mezinárodní archivní rady (ICA) v bylo schváleno, že se Mezinárodní den archivů bude slavit 9. června. Stalo se tak u příležitosti 60. výročí vzniku Mezinárodní archivní rady, která byla 9. června 1948 v Paříži založena. Poprvé byl 9. červen jako Mezinárodní den archivů slaven v roce 2008.

## Den archivů v ČR
V České republice byl tento den poprvé připomínán již v roce 2008 na celokrajském setkání severomoravských archivářů, oslavován byl pak celostátně v roce 2009.
Ačkoliv je příprava a propagace MDA v rukou České archivní společnosti, která stanovuje jednotné motto a logo, jeho konkrétní realizaci zajišťují jednotlivé archivy samy nebo ve vzájemné spolupráci. Akce probíhající u příležitosti Dne archivů jsou rozmanité a zahrnují od individuálních poradenství, přes praktická cvičení pro zájemce, až po komentované prohlídky, přednášky, vernisáže a další speciální akce. Od roku 2012 se Den archivů koná pod heslem Archiv – křižovatka mezi minulostí a přítomností.